# Gyranusoidea cinga
Gyranusoidea cinga är en stekelart som beskrevs av John S. Noyes och Hayat 1994. Gyranusoidea cinga ingår i släktet Gyranusoidea och familjen sköldlussteklar.
Artens utbredningsområde är Brunei. Inga underarter finns listade i Catalogue of Life.